# Senhor da Trofa
Senhor da Trofa, de juro e herdade, foi um senhorio criado pelo Rei de Portugal D. Afonso V, por Carta de 13 de Novembro de 1449, em favor de Gomes Martins de Lemos.

## Senhores da Trofa
1. Gomes Martins de Lemos (c. 1410–490), 1.º Senhor da Trofa.
2. João Gomes de Lemos (c. 1445–514), 2.º Senhor da Trofa.[4]
3. Duarte de Lemos (c. 1485–558), 3.º Senhor da Trofa.[5][4]
4. João Gomes de Lemos (c. 1510–575), 4.º Senhor da Trofa.
5. Duarte de Lemos (c. 1540–616), 5.º Senhor da Trofa.
6. Diogo Gomes de Lemos (c. 1570–651), 6.º Senhor da Trofa.
7. João Gomes de Lemos (c. 1610–6??), 7.º Senhor da Trofa.
8. Bernardo de Carvalho e Lemos (21/01/1645 – 02/09/1704), 8.º Senhor da Trofa.[6]
9. Luís Tomás de Lemos e Carvalho e Menezes de Vasconcelos (1697–756), 9.º Senhor da Trofa.
10. Bernardo de Lemos de Carvalho e Vasconcelos, 10.º Senhor da Trofa (1726 – c. 1800)

## Casa da Trofa
O Senhorio de juro e herdade da vila da Trofa do Vouga, permaneceu durante mais de 350 anos na posse dos Lemos, desde o seu 1.º senhor, Gomes Martins de Lemos (13 de Novembro de 1449) até à morte do seu 8.º neto, Bernardo de Lemos de Carvalho e Vasconcelos, 10.º senhor (2 de Novembro de 1757), falecido já nos inícios do século XIX, sem geração.
O 1.º senhor, Gomes Martins de Lemos (c. 1405 – 1497), «o Moço», foi fidalgo do Conselho (1458) de D. Afonso V, com quem esteve na batalha de Alfarrobeira e no Norte de África. Este rei fê-lo, por carta passada em Évora a 13 de Novembro de 1449, senhor da vila, padroado e terra da Trofa (do Vouga), incluindo o senhorio do rio Vouga na extensão de 35 quilómetros, de juro e herdade, com jurisdição e império, para ele e seus descendentes, em sistema de morgadio a transmitir apenas à linha da primogenitura varonil. 
O mesmo rei fê-lo ainda 1.º senhor da vila de Pampilhosa, com suas jurisdições, de juro e herdade, por carta passada em Ceuta a 12 de Novembro de 1458, e 1.º senhor de Álvaro, então na comarca da Covilhã, também com suas jurisdições cível e crime e de juro e herdade (1455). Foi ainda 1.º senhor de Jales e Alfarela (Vila Pouca de Aguiar), também de juro e herdade, por carta passada a 26 de Novembro de 1449, em atenção a sua mulher, herdeira deste senhorio, D. Maria de Azevedo, donzela da infanta D. Isabel, que era neta de Lopo Dias de Azevedo, 15.º senhor do couto de Azevedo (Barcelos) e chefe desta linhagem, senhor da quintã e torre do Crasto (Amares), e da quintã e torre de Vasconcellos (Amares), 6.º senhor de juro e herdade da vila do Souto (Amares), 1.º senhor de juro e herdade de São João de Rei e das Terras do Bouro (20 de Maio de 1384), senhor do castelo e terra de Aguiar de Pena e das terras de Jales e Alfarela (15 de Setembro de 1384, em que sucedeu a seu sogro), senhor de Pereira, Abitureiras, Azoia, Vila Nova de Anços, Santa Leocádia, etc. (14 de Abril de 1385) e do reguengo de Alviela (5 de Dezembro de 1387), etc., e de sua mulher D. Joana Gomes da Silva, senhora da quintã e honra da Silva, solar desta família, que também passou aos senhores da Trofa.
Gomes Martins de Lemos era filho de outro Gomes Martins de Lemos, «o Velho», senhor de Góis (antes de 1396), senhor de juro e herdade de Oliveira do Conde (15 de Janeiro de 1386), 1.º morgado do Calhariz (27 de Dezembro de 1396), em Lisboa, aio do infante herdeiro D. Afonso e fidalgo do Conselho de D. João I, a quem acompanhou a Ceuta (1415), comandando uma das sete grandes galeras.
Um filho segundogénito do 1.º senhor da Trofa, Diogo Gomes de Lemos, teve uma participação heróica na Batalha de Toro, ao contribuir decisivamente para a recuperação da bandeira real, que os castelhanos tinham conseguido arrancar a Duarte de Almeida, o "Decepado".
E D. Mécia de Lemos, também filha do 1.º senhor da Trofa, foi dama da rainha Joana de Castela e amante do célebre Cardeal Mendoza, com quem teve dois filhos, progenitores de várias casas da primeira plana de Espanha; a princesa de Éboli, Ana de Mendoza, era sua bisneta.

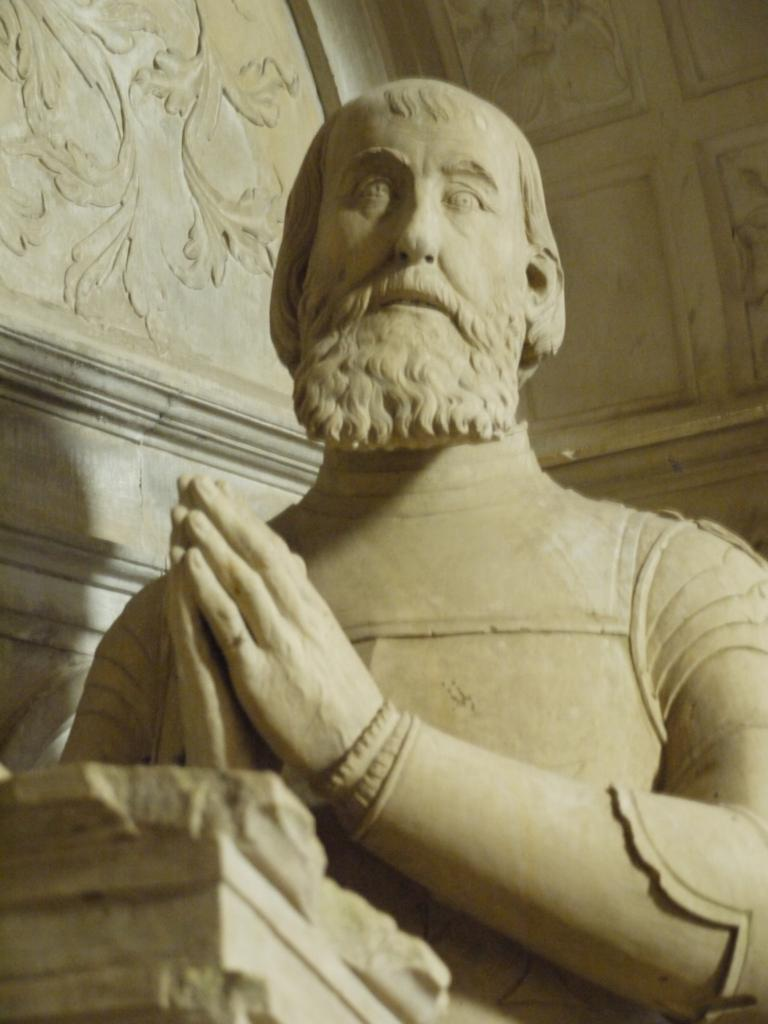
Duarte de Lemos, 3º senhor da Trofa, estátua do século XVI no Panteão dos Lemos.

Entre os senhores da Trofa ficou famoso Duarte de Lemos (1485 – 27 de Junho de 1558), o 3.º senhor, capitão-mor do Mar e da Costa da Etiópia e da Arábia no governo de Afonso de Albuquerque, senhor da ilha de Santo Antônio (atual cidade de Vitória) no Brasil, fidalgo do Conselho de D. Manuel I e D. João III, cavaleiro da Ordem de Cristo e nesta ordem comendador de Castelejo, que mandou fazer o chamado Panteão dos Lemos, belíssimo monumento nacional. Os seus irmãos, Fernão Gomes de Lemos, Embaixador à Pérsia e Capitão do Ceilão Português, e António de Lemos também se distinguiram na História do Império português no Oriente nas primeiras décadas do século XVI. 
Também famoso ficou seu neto homônimo, o 5.º senhor da Trofa (c. 1540 – 11 de Fevereiro de 1616), apoiante do prior do Crato e feroz opositor de D. Filipe I. O 9.º senhor, Luís Tomás de Lemos e Menezes (13 de Março de 1697 – 27 de Outubro de 1756), moço fidalgo da Casa Real (15 de Junho de 1709), capitão-mor da Ordenança de Aveiro (16 de Fevereiro de 1732) e superintendente das caudelarias da comarca, 5.º morgado de Lamarosa (Tentúgal) e de Vila Maior (São Pedro do Sul), comendador de Cambra (Vouzela) e Santa Maria de Ventosa na Ordem de Cristo, senhor do padroado dos mosteiros de Santa Clara de Trancoso e de São Francisco do Campo de Coimbra, etc., mandou fazer o palácio da família na Calçada da Graça, em Lisboa.
A varonia dos senhores da Trofa era originalmente a dos Lemos, mas com o 8.º senhor da Trofa, Bernardo de Carvalho e Lemos (filho de Jerónimo Carvalho de Vasconcelos - trineto de Lourenço Mendes de Vasconcelos - e de D. Jerónima de Lemos, irmã e herdeira do 7.º senhor da Trofa), passou a ser a de Vasconcelos.
A representação desta Casa era, no fim da Monarquia, de D. Maria Isabel Antónia do Carmo de Lemos e Roxas de Carvalho e Menezes de Saint-Léger (1841 - 16 de Fevereiro de 1920), 1.ª marquesa da Bemposta-Subserra, bisneta em linha feminina de um filho segundogénito do 9.º senhor da Trofa; casou (com licença real de 11 de Setembro de 1861) com o futuro 1.º marquês de Rio Maior, então 4.º conde de Rio Maior, António de Saldanha de Oliveira Juzarte Figueira e Sousa, sem geração. 
Entretanto, no início do século XIX, uma sobrinha-neta do 10.º senhor da Trofa, Álvaro, Pampilhosa, Jales e Alfarela - D. Ana Rufina de Melo, 18.ª senhora de Melo - havia solicitado à coroa a renovação do senhorio, em uma vida, para o seu marido, Pedro de Melo Breyner; o que viria a ser concedido, embora abrangendo apenas a Trofa, sem incluir assim as outras quatro terras. De D. Ana Rufina de Melo e Pedro de Melo Breyner foi neta a 2.ª condessa de Melo, D. Teresa Francisca de Melo Breyner, que casou, em 2 de março de 1867, com o 3.º conde de Vila Real; com geração.